# Departamento para el Ambiente y el Patrimonio (Australia Meridional)
El Departamento para el Ambiente y el Patrimonio (o Departamento de Ambiente, Agua y Recursos Naturales) es un departamento del Gobierno de Australia Meridional, responsable de la protección y conservación del ambiente natural y el patrimonio cultural de Australia Meridional.